# Naya Sansar (1941)
Naya Sansar (übersetzt: Neue Welt) ist ein Hindi-Film von N. R. Acharya aus dem Jahr 1941. Er handelt von dem steigenden Radikalismus in der indischen Gesellschaft und im Journalismus.

## Handlung
Alles fängt an mit einem Konflikt zwischen einem dynamischen jungen Reporter Puran und seinem vorsichtigen, aber idealistischen Herausgeber der Zeitung „Sansar“, Premchand.
Premchand ist in Asha verliebt, eine Waise, die im Säuglingsalter von seinen Eltern aufgenommen wurde. Als Asha bald für die Zeitung arbeitet, verliebt sie sich in den pflichtbewussten „Sansar“-Starreporter Puran. Trotzdem empfindet Asha große Dankbarkeit für Premchands Familie.
Als Premchand mit Purans radikalen Äußerungen nicht zurechtkommt, wendet er sich an Dhaniram. Daraufhin gründet Puran seine eigene Zeitung, die er „Naya Sansar“ nennt. Premchand steht kurz vor seinem Ruin und kehrt nicht nur zu den alten linksorientierten Stellungen seiner Zeitung zurück, sondern erlaubt auch Puran Asha zu heiraten.

## Musik
| Songtitel          | Sänger/in   |
| ------------------ | ----------- |
| Mera Mann Kho Gaya | Ashok Kumar |

Die Texte zur Musik von Saraswati Devi und Ramchand Pal schrieb Pradeep.
Der Film enthält zahlreiche Tänze, die von Azoorie choreografiert und aufgeführt wurden.

## Hintergrund
Obwohl Sashadhar Mukerjis Produktionsteam (Gyan Mukherjee, Shaheed Latif) beteiligt war, wird die Autorenschaft dieses Films Khwaja Ahmad Abbas zugeschrieben, der in dieser seiner ersten Arbeit für den Film seine eigenen Erfahrungen als Journalist einfließen ließ.
Abbas nannte seine spätere Filmproduktionsfirma, unter deren Namen er alle seine Filme drehte, Naya Sansar Films.

## Auszeichnungen
Bengal Film Journalists’ Association (1942)
- BFJA Award/Bestes Drehbuch – Hindi an Khwaja Ahmad Abbas